# Eterocromia

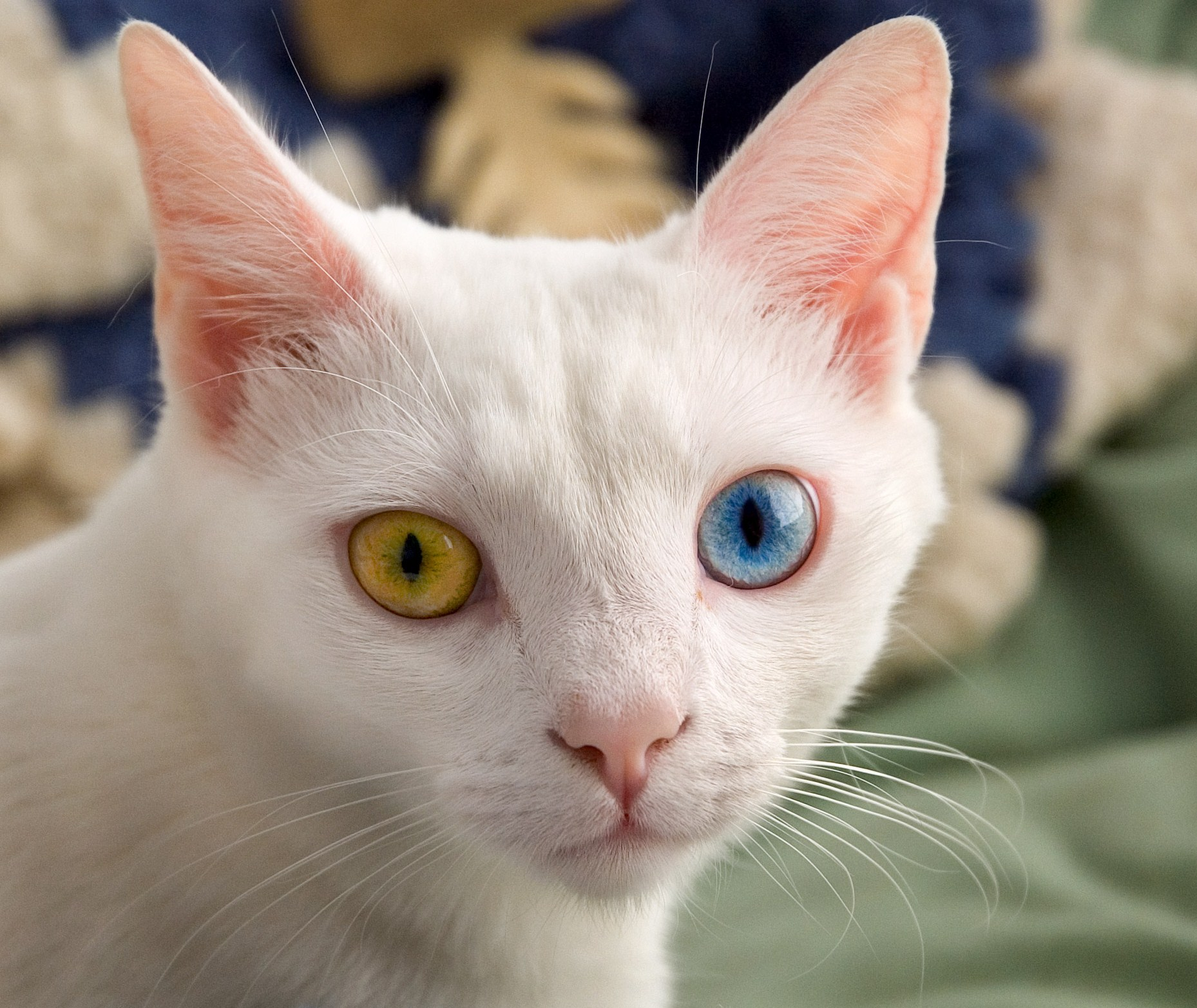
Gatto con eterocromia

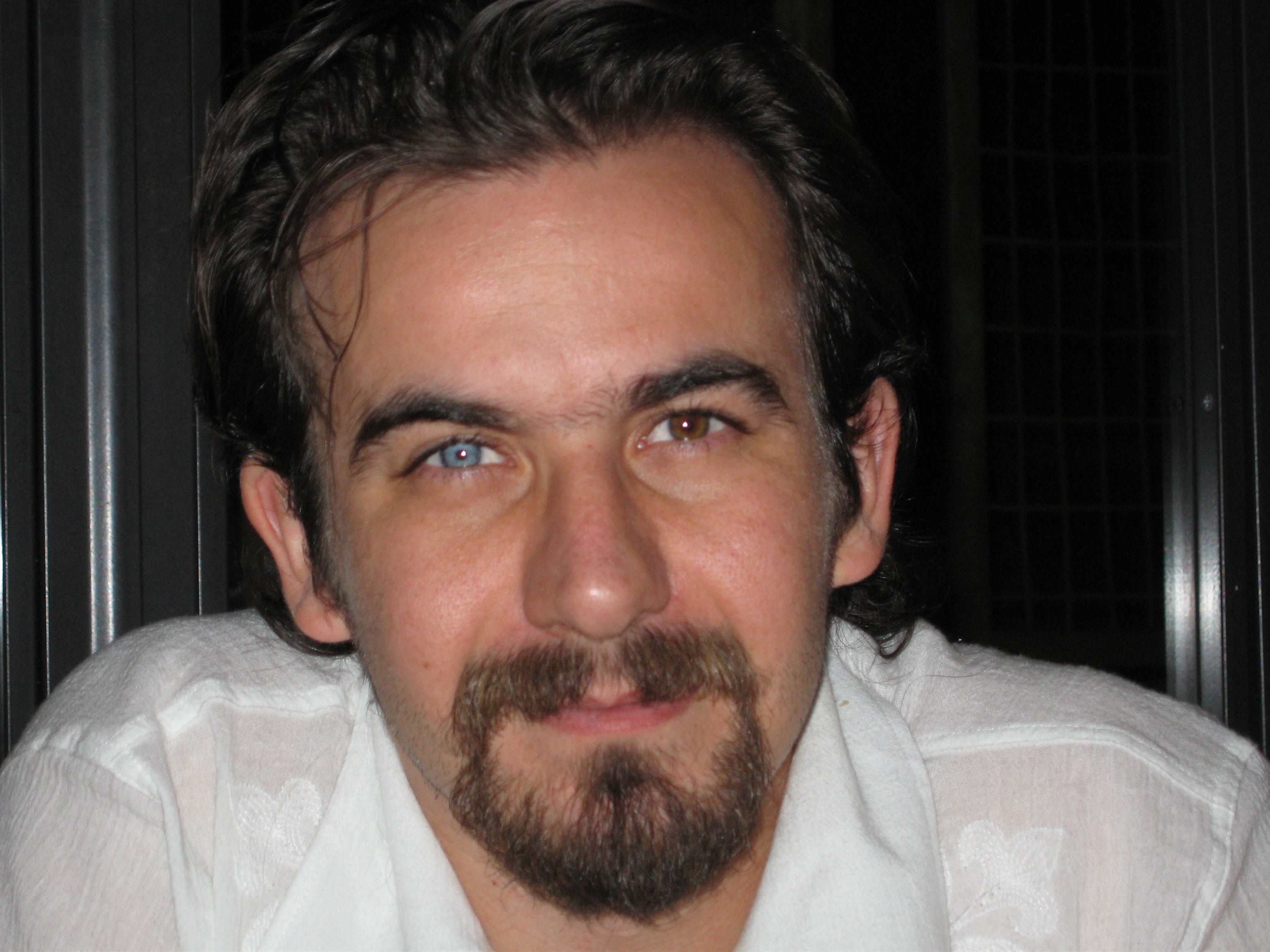
Essere umano con eterocromia

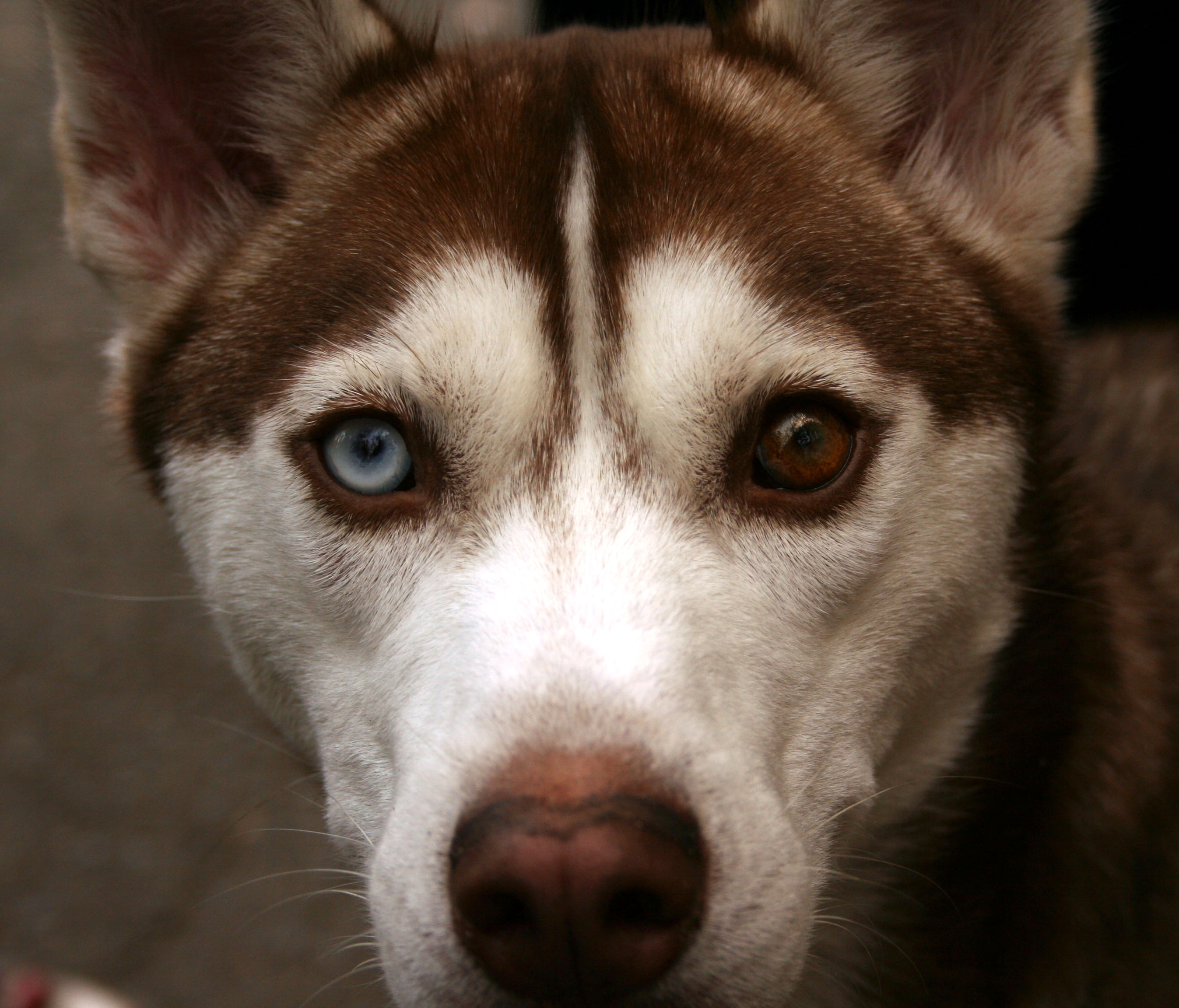
Husky siberiano con eterocromia

L'eterocromia (s.f. [comp. di etero- e -cromia], termine che deriva dal greco antico  ἕτερος?, héteros, "diverso" e χρώμα, chróma, "colore") è la caratteristica somatica di quegli individui che presentano differente colorazione di due parti del corpo omologhe. In medicina, solitamente si intende nello specifico la differente colorazione delle iridi, trattandosi del caso più comune di eterocromia.

## Eterocromia delle iridi
Il colore degli occhi è determinato principalmente dalla concentrazione e dalla distribuzione della melanina all'interno dei tessuti dell'iride, un pigmento che a varie gradazioni conferisce ai nostri occhi il loro colore caratteristico. Gli occhi marroni presentano grandi quantità di depositi del pigmento melanina mentre gli occhi azzurri tendenzialmente ne sono carenti.
La melanina è inoltre responsabile della colorazione della pelle: questo è il motivo per cui persone con pelle molto chiara tendono ad avere occhi chiari, mentre persone di carnagione più scura tendono ad avere occhi scuri. Il colore finale dell'iride dell'adulto non è presente alla nascita, in particolare, nei caucasici l'iride neonatale è blu a causa della scarsità di melanociti stromali che, presumibilmente, devono ancora migrare dalla cresta neurale o differenziarsi dalle cellule primitive, mentre nelle persone non di pelle bianca, l'iride appare grigio ardesia. L'iride normalmente adotta il suo vero colore da adulto all'età di 3-5 mesi.
Si ritiene che ci siano quattro fattori principali che determinano il colore dell'iride: i granuli di pigmento all'interno dell'epitelio del pigmento posteriore, la concentrazione di pigmento all'interno dei melanociti stromali dell'iride, la natura del pigmento della melanina all'interno dei melanociti dell'iride e la diffusione della luce e le proprietà di assorbimento della matrice stromale extracellulare.
Quando si ha una quantità di melanina diversa all'interno dell'iride dei due occhi si verifica il caso di eterocromia (eterocromia iridis); visibile, in alcuni casi, anche all'interno di una sola iride se le singole cellule producono quantità differenti di pigmento (eterocromia iridum).
L'eterocromia non è una caratteristica esclusiva del genere umano (1% delle persone), ma è anzi più frequente (arriva al 5% circa) in alcuni animali, come cavallo, gatto e cane. Normalmente è una semplice curiosità cromatica congenita presente alla nascita, altre volte può essere acquisita quindi indotta da traumi che possono causare atrofia dell'iride e successivo schiarimento, reazioni avverse ad alcuni farmaci o da malattie oculari come la sindrome di Waardenburg, una condizione genetica che può causare perdita dell'udito e cambiamenti nella colorazione di capelli, pelle e occhio o la ciclite eterocromica di Fuchs.

## Classificazione
L'eterocromia viene classificata principalmente per insorgenza genetica o acquisita ma anche per la sua posizione nello stroma irideo. In particolare, viene definita eterocromia completa se è presente una differente colorazione delle due iridi e eterocromia segmentale o settoriale quando aree dello stesso iride contengono due colori completamente diversi.
In parte simile alla seconda, l'eterocromia centrale consiste nella presenza due colori miscelati insieme sulla stessa iride. In questo caso i due colori possono svilupparsi intorno alla pupilla oppure ai bordi dell'iride. È il caso più diffuso, solo in America si contano più di 200 000 casi.
Sebbene si osservi anche negli esseri umani, l'eterocromia completa è più frequentemente rilevabile in altre specie, dove spesso interessa un occhio blu. Queste specie includono il gatto, in particolare le razze come Van turco, Angora turca, Khao manee e (raramente) Bobtail giapponese che si presentano quasi sempre bianchi, o prevalentemente bianchi e con un occhio color rame, arancione, giallo o verde e un occhio blu. Tra i cani, l'eterocromia completa è spesso presente nel Siberian husky e in poche altre razze, in genere Australian Shepherd e Catahoula Leopard Dog e raramente in Shih Tzu. L'eterocromia completa si verifica anche nei cavalli, nei bovini e persino nei furetti con la sindrome di Waardenburg, anche se può essere difficile da individuare con certezza.
L'eterocromia settoriale, solitamente ipocromia settoriale, si riscontra spesso nei cani, in particolare nelle razze con mantello merle. Queste razze includono l'Australian Shepherd, Border Collie, Collie, Shetland Sheepdog, Welsh Corgi, Pastore dei Pirenei, Mudi, Beauceron, Catahoula Cur, Dunker, Alano, Bassotto e Chihuahua.
Molto spesso viene confusa l'eterocromia con l'anisocoria delle iridi, che consiste, invece, in una differente dimensione delle due pupille legata a una dilatazione anormale di uno sfintere pupillare rispetto all'altro..